# Якопо ди Мино дель Пелличчайо
Якопо ди Мино дель Пелличчайо (итал. Jacopo di Mino del Pelliciaio; 1330, Сиена — ок. 1410, Сиена ?) — живописец итальянского проторенессанса сиенской школы. Работал в Пизе, Сиене, Перудже и окрестностях.

## Биография
Биографических сведений об этом художнике не так много. Родился он около 1330 году в Сиене (по иным сведениям между 1315 и 1319 годами), в 1344 году женился на некой Катерине ди Чекко ди Тура, а в 1366 году женился во второй раз на Маргарите д’Анджело ди Туччо, от которой у него было четверо детей.
Он сделал административную карьеру, несколько раз избирался в Большой совет Сиены. Вследствие этого жизнь Якопо ди Мино относительно хорошо документирована, однако этот факт не гарантировал его художественное наследие от забвения и недоразумений. Фрески, написанные им для монастыря Сан-Франческо в Санта-Кьяра (Ассизи) известный итальянский исследователь Роберто Лонги в 1955 году приписал анонимному «Мастеру дельи Ордини». В 1972 году Лучано Беллози восстановил справедливость, доказав, что фрески принадлежат именно Якопо ди Мино дель Пелличчайо.
Это был добротный традиционный сиенский мастер, чей вкус сформировался в кругу произведений Симоне Мартини и Пьетро Лоренцетти. Во многих документах Якопо неоднократно упоминается среди лучших сиенских художников того времени, другие свидетельствуют, что он был призван оценивать работы других. Городское правительство трижды в течение двадцати лет приглашало его на должность председателя Большого совета.
У Якопо ди Мино была мастерская, в которой он выполнял множество заказов не только в Сиене, но из других городов Тосканы и Умбрии. Якопо работал в Сиене, Пизе, Сартеано, Сан-Миниато, Читта-делла-Пьеве, Ашано, Монтепульчано и Тоди. Большинство его заказчиков были монахами-францисканцами. В Сиене Якопо украсил базилику Сан-Франческо фреской «Мадонна с Младенцем». Около 1340 года Якопо работал в монастыре Санта-Кьяра (Сан-Миниато), где написал фрески, которые ныне аккуратно сняты со стен и хранятся в муниципальном Музее. Кроме того, для этого монастыря он создал большой расписной крест, сохранившийся до настоящего времени. В 1342—1343 годах художник работал в Читта-делла-Пьеве, где в Ораторио-ди-Сан-Бартоломео написал большую фреску «Распятие», известную как «Плачущие ангелы». В 1344 году он работал по заказам из Сартеано: в церкви Сан-Мартино можно видеть его триптих «Мадонна со святыми Иоанном Крестителем и Варфоломеем» и «Мадонну с Младенцем» (так называемую «Мадонну дель Корделлино»).
В 1357 году Якопо ди Мино был в Читта-делла-Пьеве, где в церкви Санта-Мария-дельи-Анджели написал две фрески — «Благовещение» и «Рождество». В Ашано, в церкви Сан-Франческо, Якопо написал сцены из жизни Христа и из жизни святых. Из документов известно, что в 1367 году он сотрудничал с Доменко ди Бартоло при работах в Сиенском соборе.
Среди других произведений выделяется большое «Коронование Марии» из Пинакотеки города Монтепульчано. Якопо не отказывался ни от какой работы, из документов известно, что он расписывал и таволетта (деревянные обложки книг). Дата и место его смерти неизвестны, но документы свидетельствуют, что он уже не работал в 1396 году.

## Галерея

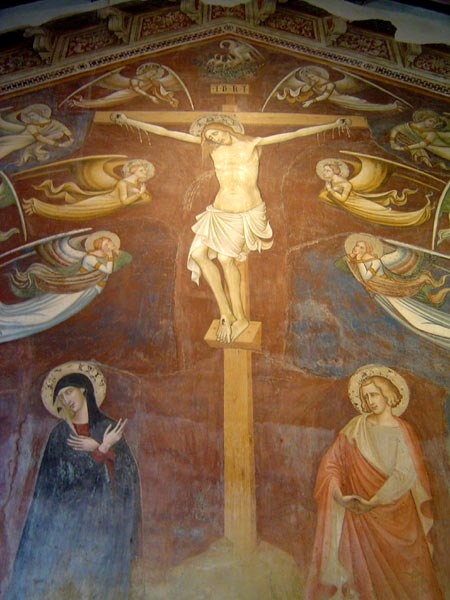
Распятие (Плачущие ангелы). 1342—1343. Фреска. Ораторио-ди-Сан-Бартоломео. Читта-делла-Пьеве, Умбрия
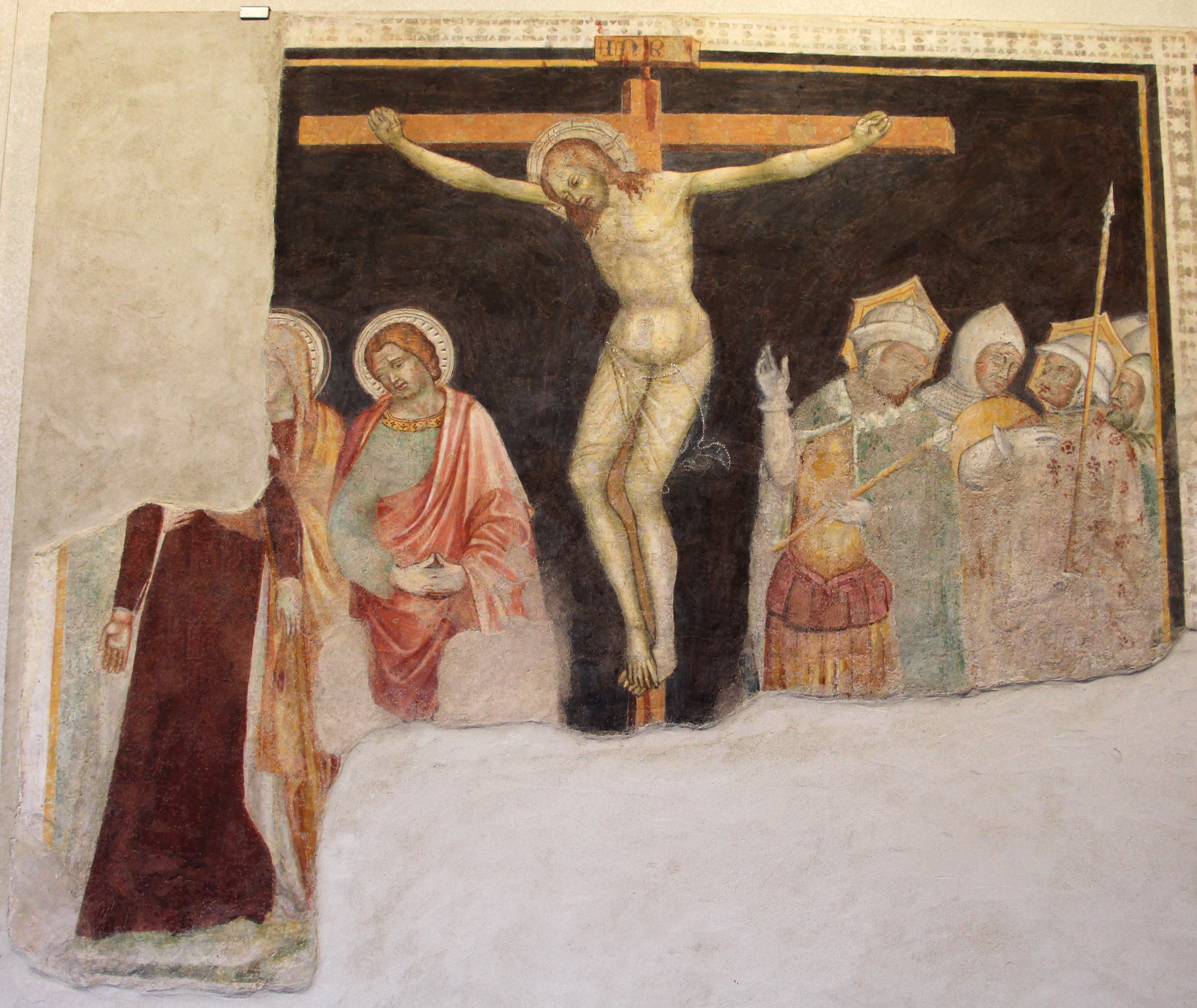
Распятие. Между 1350 и 1390. Фрагмент фрески. Музей Палаццо Корболи, Ашано
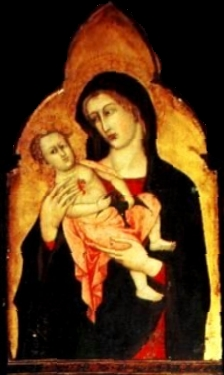
Мадонна с Младенцем. 1342. Дерево, темпера. Церковь Сан-Мартино, Сартеано, Тоскана
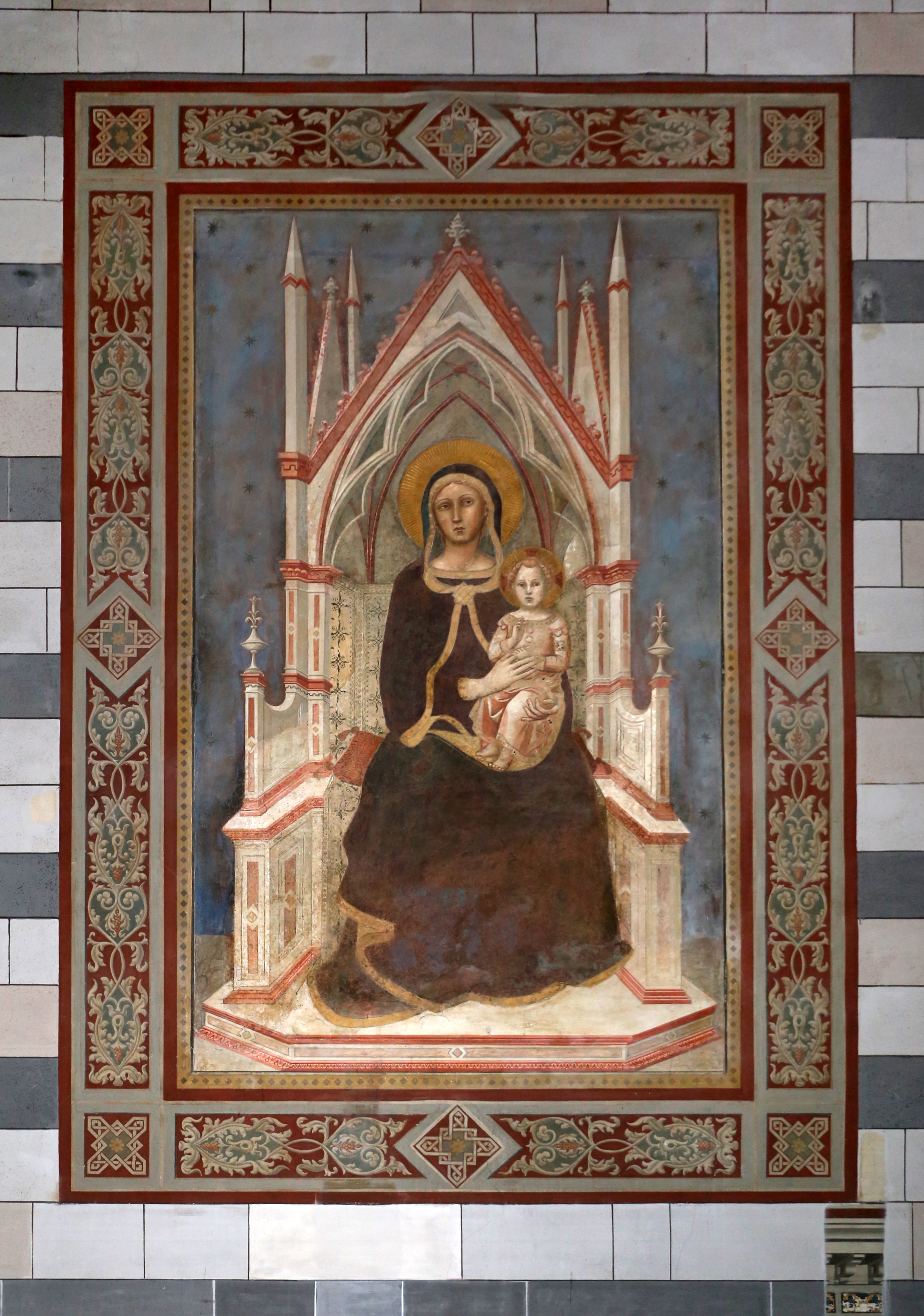
Мадонна с Младенцем на троне. До 1396. Фреска. Базилика Сан-Франческо, Сиена
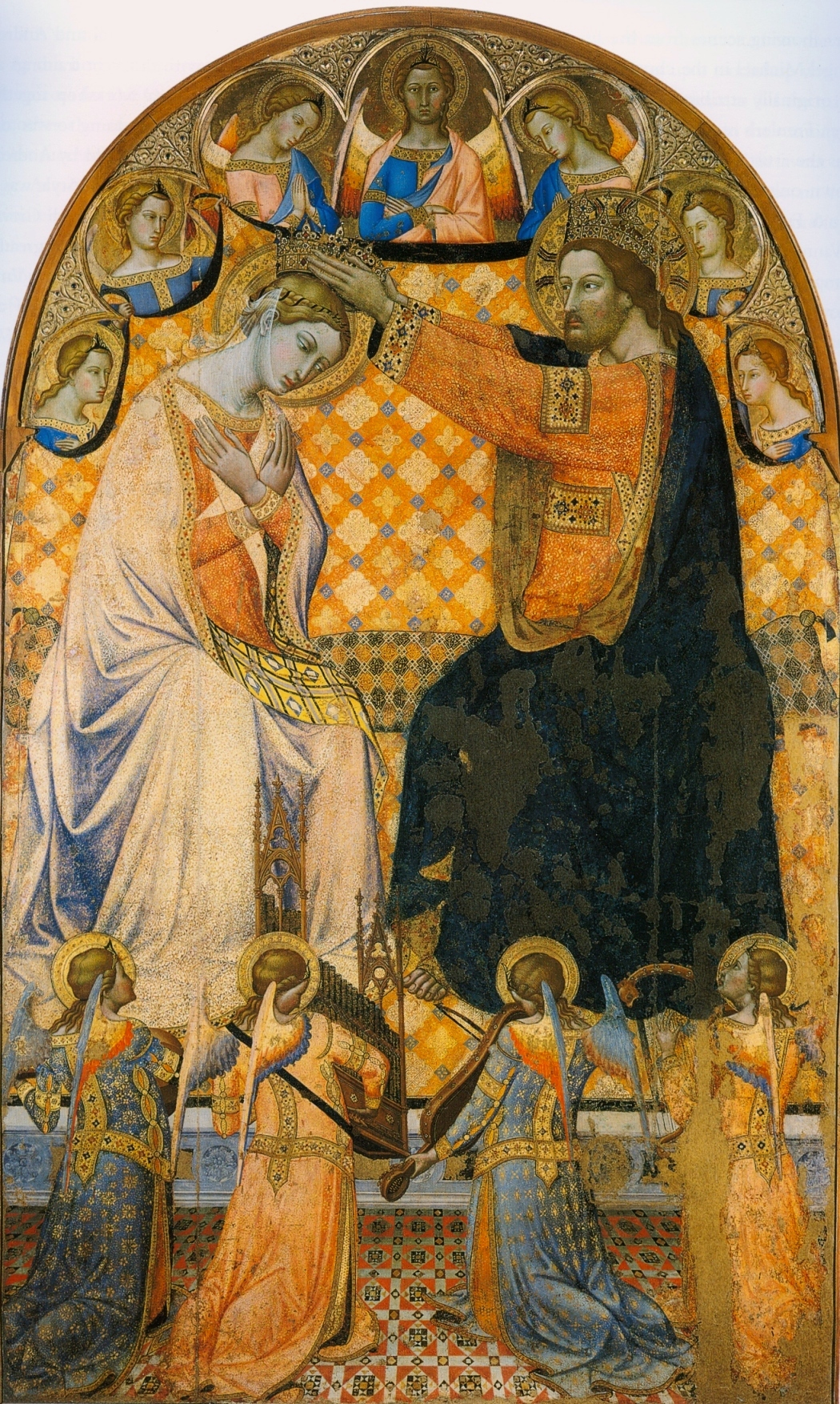
Коронование Девы Марии. Между 1340 и 1350. Дерево, темпера. Пинакотека Монтепульчано
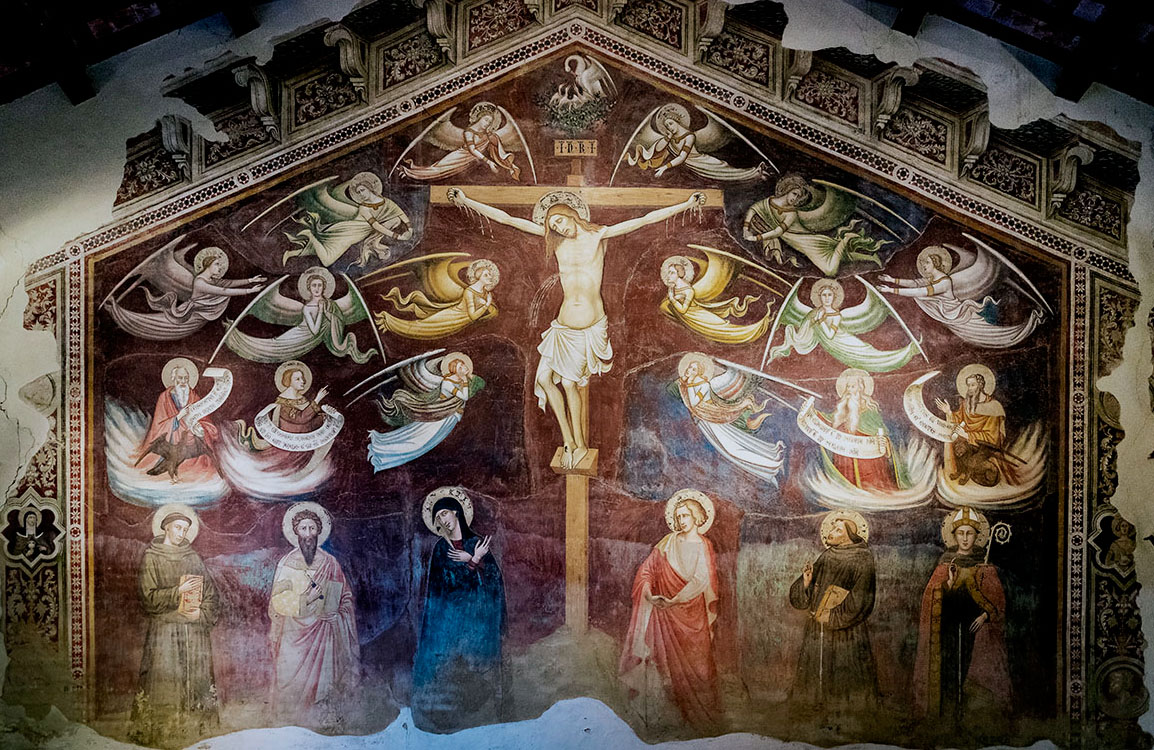
Распятие (Плач ангелов). 1342—1343.  Фреска. Ораторио-ди-Сан-Бартоломео, Читта-делла-Пьеве
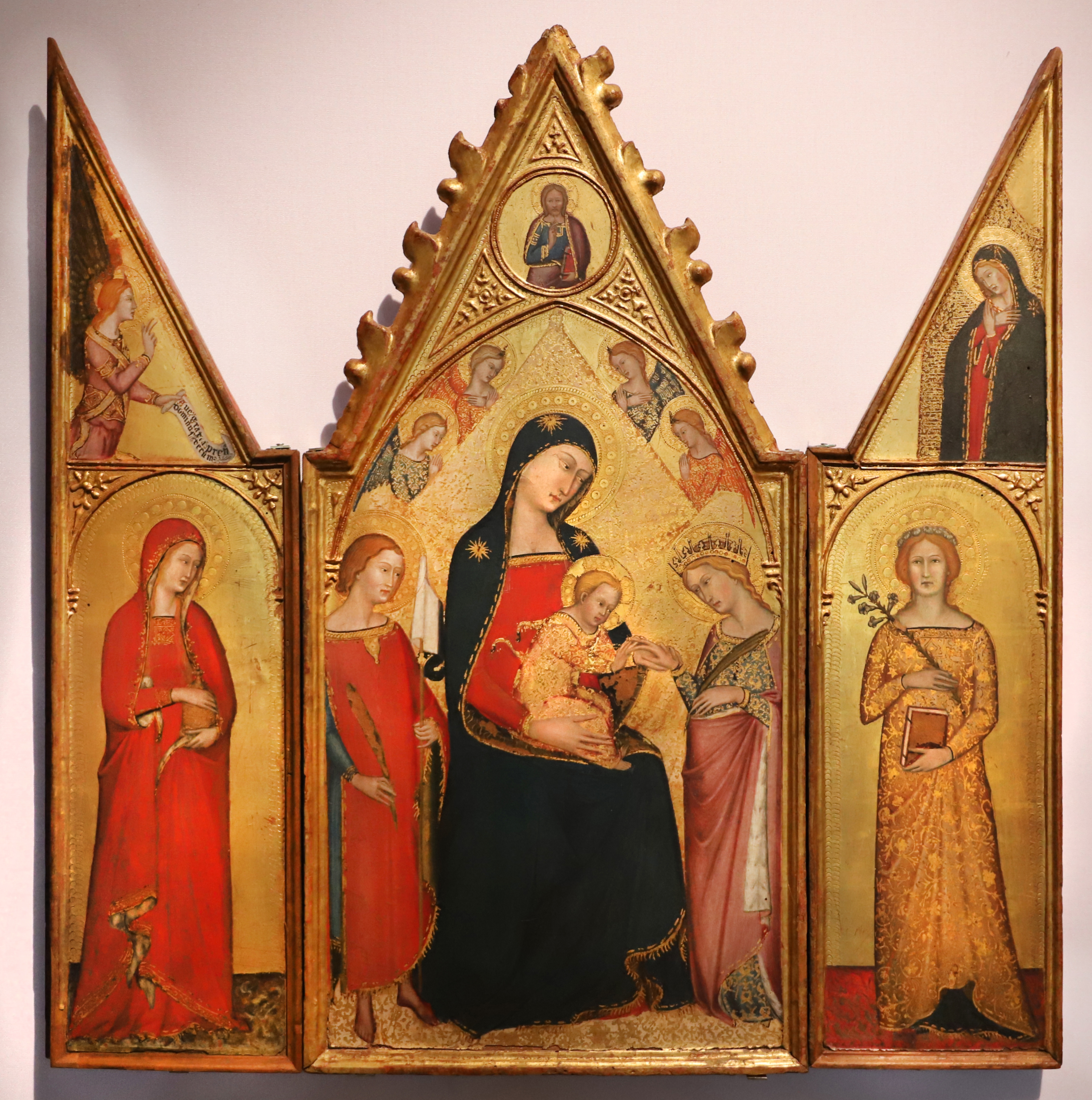
Триптих переносной. 1370—1390. Дерево, темпера, золочение. Национальная галерея Умбрии, Перуджа